# New Albany, Kansas
New Albany är en ort i Wilson County i Kansas. Vid 2020 års folkräkning hade New Albany 57 invånare.